# Barry J. Marshall
Barry James Marshall (født 30. september 1951 i Kalgoorlie, Western Australia) er en australsk læge og professor i klinisk mikrobiologi ved University of Western Australia. Han er mest kendt for sin opdagelse af, at bakterien Helicobacter pylori giver mavesår. For dette arbejde modtog han i 2005 Nobelprisen i medicin sammen med sin kollega J. Robin Warren.